# Sungir'
Sungir' (in russo Сунгирь?) è un sito archeologico nei pressi del fiume Kljaz'ma nel territorio di Vladimir, a circa 200 chilometri a est di Mosca, in Russia.

## Scoperta
Questo sito fu scoperto nel 1955, durante uno scavo nelle cave di argilla. In seguito, tra il 1957 e il 1998, sono state condotte 16 diverse campagne di scavo, condotte dall'Accademia russa delle scienze, dall'Università di Groninga, dall'Università di Oxford e dall'Università dell'Arizona.

## Descrizione
L'analisi del carbonio calibrato data il sito tra 32 000 e 28 550 dal presente.
Nell'area dell'insediamento sono state rinvenute diverse sepolture, appartenenti ad almeno 10 individui. Di particolare interesse archeologico tre sepolture molto elaborate, relative a due individui di sesso maschile. 
L'uomo adulto, sepolto della Tomba 1, è ricoperto di perline e ocra, aveva un'età compresa tra i 35 e i 45 anni quando morì; analisi bioarcheologiche suggeriscono che potrebbe essere morto improvvisamente, probabilmente a causa di un'incisione sul collo. La sua tomba contiene circa 3.000 perline di avorio di mammut, canini di volpe trafitti e bracciali d'avorio.  
I due bambini adolescenti nella Tomba 2, sono stati deposti con le teste vicine, insieme a un femore adulto riempito di ocra rossa. I bambini sono considerati una sepoltura gemella, che si ritiene avesse uno scopo rituale, forse legato al fatto che soffrissero di deformazioni ossee o forse un sacrificio.
Nel sito sono state ritrovate ossa e un cranio abbandonate senza alcun elemento funebre, che sono relative allo stesso periodo degli scheletri sepolti in fossa, il che ha fatto ipotizzare che esistesse una qualche differenza di tipo sociale tra gli individui della comunità. 
Nel 2017 è stato sequenziato il DNA antico di diversi individui ritrovati a Sungir'; l'analisi ha evidenziato come, contriaramente a quanto si era fino allora ipotizzato, tra questi non esisteva alcuna relazione familiare, ma una di gruppo che ne ha fatto un cluster genico, il cluster di Sungir'. Questo cluster è affine al fossile Kostënki–12, ritrovato nell'area archeologica di Kostënki–Borščëvo sempre in Russia, e con alcuni individui ritrovati a Dolní Věstonice nella Repubblica Ceca.
Questi individui appartenevano all'aplogruppo del cromosoma Y C1a2, che era comune tra gli indivudi dell'Asia occidentale ma raro tra i moderni europei, e all'aplogruppo U del DNA mitocondriale .